# Haplophyllum patavinum
Haplophyllum patavinum är en vinruteväxtart som först beskrevs av Carl von Linné, och fick sitt nu gällande namn av G. Don fil.. Haplophyllum patavinum ingår i släktet Haplophyllum och familjen vinruteväxter. Inga underarter finns listade i Catalogue of Life.